# Arne Nielsson

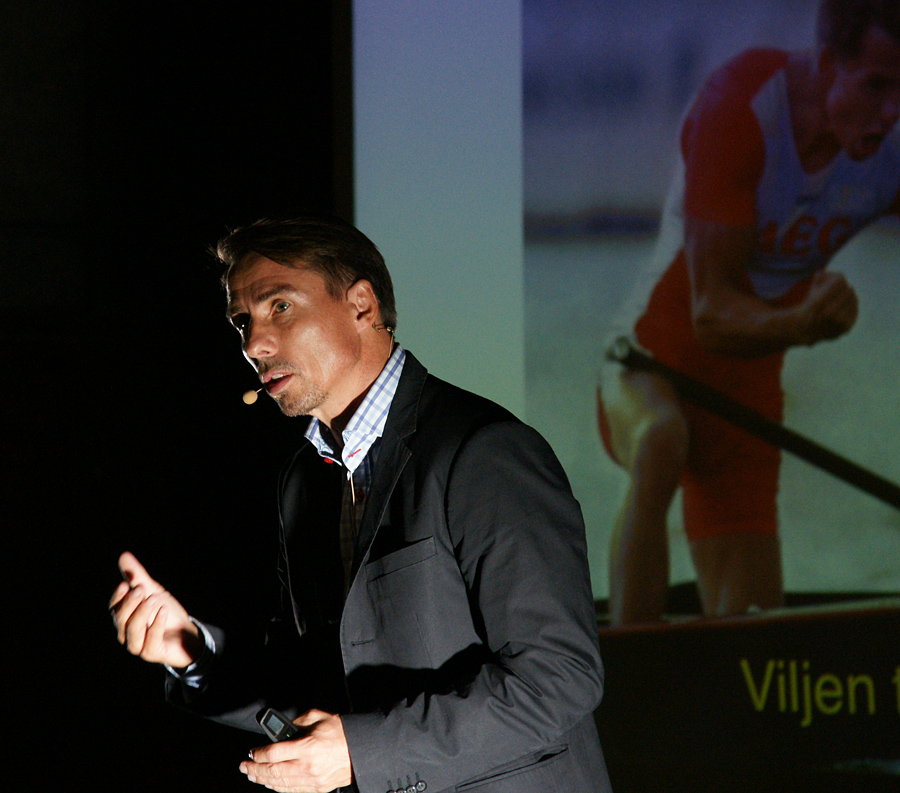

Arne Nielsson (Glostrup, 11 de maio de 1962) é um ex-velocista dinamarquês na modalidade de canoagem.

## Carreira
Foi vencedor da medalha de prata em C-2 1000 metros em Barcelona 1992, junto com o seu colega de equipa Christian Frederiksen.